# 예빈시
예빈시(禮賓寺)는 고려, 조선 시대의 행정기관이다. 부서장은 고려시대에는 예빈시경, 조선시대에는 예빈시정이라 칭하였고, 예빈시경과 예빈시정의 품계는 종3품이었다.
고려시대에는 경, 부경, 승, 부승, 조선시대에는 정, 부정, 첨정, 령, 부령, 주부, 직장, 봉사, 참봉 등이 편제되어 있었다.

## 구성
| 품계  | 관직       | 정원 | 비고 |
| ----- | ---------- | ---- | ---- |
| 정3품 | 정(正)     |      |      |
| 종3품 | 부정(副正) |      |      |
| 종4품 | 첨정(僉正) |      |      |
| 종5품 | 판관(判官) |      |      |
| 종6품 | 주부(主簿) |      |      |
| 종7품 | 직장(直長) |      |      |
| 종8품 | 봉사(奉事) |      |      |
| 종9품 | 참봉(參奉) |      |      |